# Svangerskabsforgiftning
Svangerskabsforgiftning (lægelatin: præeklampsi) er en svangerskabsforstyrrelse med højt blodtryk og en ofte betydelig mængde protein i urinen. Tilstanden opstår almindeligvis først efter den 20. graviditetsuge. Ved svær sygdom kan de røde blodlegemer begynde at nedbrydes, og man kan se lavt blodpladetal, nedsat leverfunktion, nyresvigt, hævelse af anklerne, åndenød på grund af væske i lungerne eller synsforstyrrelser. Svangerskabsforgiftning øger risikoen for både moder og barn. Hvis tilstanden ikke behandles, kan det resultere i krampeanfald, eklampsi.
Risikofaktorer for svangerskabsforgiftning omfatter overvægt, tidligere forhøjet blodtryk, høj alder og sukkersyge. Lidelsen forekommer hyppigere ved en kvindes første graviditet, eller hvis hun er gravid med tvillinger; selv om de præcise årsager til præeklampsi ikke er kendt, er der dog teorier der peger på at særligt førstegangsfødende, eller kvinder der får barn med en ny partner, har højere risiko. Der er også indikationer der peger på, at præeklampsi kan skyldes unormal dannelse af blodkar i moderkagen. De fleste tilfælde bliver diagnosticeret før fødslen. I sjældne tilfælde kan præeklamsi konstateres i perioden efter fødslen. Historisk var både højt blodtryk og protein i urinen påkrævet for at stille diagnosen, imidlertid omfatter nogle definitioner nu også højt blodtryk og enhver tilknyttet organdysfunktion. Blodtrykket er defineret som højt, når det er højere end 140 mmHg systolisk eller 90 mmHg diastolisk ved to separate tidspunkter, mere end fire timer fra hinanden hos en kvinde efter tyve uger af graviditeten. Præeklampsi screenes rutinemæssigt under fødselsforberedelserne.
Anbefalinger til forebyggelse kan, efter lægeligt skøn, omfatte: acetylsalicylsyre hos personer med høj risiko, calciumtilskud til patienter med lavt indtag og behandling af tidligere højt blodtryk med medicin. For kvinder med præeklampsi vil fødslen af barnet og moderkagen være en effektiv behandling. Om fødslen bliver anbefalet, afhænger af hvor alvorlig præeklampsien er og hvor langt graviditeten er henne. Blodtryksmedicin kan bruges til at forbedre moderens tilstand før fødslen. Magnesiumsulfat kan anvendes til at forhindre eklampsi hos de, der er svært angrebet. Sengeleje og saltindtag har ikke vist sig at være nyttige til behandling eller forebyggelse.
Præeklampsi rammer 2-8% af gravide på verdensplan. Hypertensive svangerskabsforstyrrelser, der bl.a. omfatter præeklampsi, er en af de mest almindelige dødsårsager som følge af graviditet. På verdensplan resulterede præeklampsi i 46.900 dødsfald i 2015. Præeklampsi forekommer sædvanligvis efter 32 ugers graviditet; hvis det sker tidligere, er det forbundet med dårligere resultater. Kvinder, der har haft præeklampsi, har øget risiko for hjertesygdomme og apopleksi senere i livet. Ordet eklampsi stammer fra det græske udtryk for lyn. Hippocrates beskrev som den første tilstanden i det 5. århundrede f.v.t.